# 6655 Наґахама
6655 Наґахама (6655 Nagahama) — астероїд головного поясу, відкритий 8 березня 1992 року.
Тіссеранів параметр щодо Юпітера — 3,223.
Названо на честь Наґахама (яп. ながはま(長浜) наґахама)